# Intendant (Ancien Régime)
Sotto l'Ancien Régime, gli intendants (lett. Intendenti) erano i personaggi di importanza fondamentale per l'amministrazione delle antiche province reali francesi.

## L'origine degliintendants
Dal XV secolo, i sovrani di Francia inviano in missione nelle province dei Commissari incaricati di ispezionare le diverse autorità locali e di prendere le misure necessarie. 
Questi inviati sono stati reclutati tra i maître des requêtes, i conseillers d'État e i membri dei "Parlements" o delle Chambre des comptes. 
La loro missione è specifica e temporanea, al fine di evitare loro tentazioni di ricreare dei feudatari. 
Si trovano anche numerosi intendants al seguito degli eserciti dove hanno l'incarico della «Polizia, dei viveri, e delle finanze». 
Questi ultimi sorvegliano i contabili, i rifornimenti, assistono ai consigli di guerra riguardanti i reati e i crimini dei militari.
 
C'è un "Intendant" a Bourges nel 1592, a Troyes nel 1594, a Limoges nel 1596.
La parola «intendant» appare verso l'anno 1620. 
La loro denominazione ufficiale è: «intendant de justice, police et finances». 
Il loro incarico è sempre temporaneo e consiste soprattutto nell'ispezione. 
L'articolo 54 del Code Michau precisa le loro funzioni: «informer de tous crimes, abus et malversations commises par nos officiers et autres choses concernant notre service et le soulagement de notre peuple» ("informare di tutti i crimini, abusi e malversazioni commesse dai nostri pubblici ufficiali e altre cose concernenti il nostro servizio e il sollievo del nostro popolo").
 
Con l'entrata in guerra della Francia nel 1635 (Guerra dei Trent'anni), gli "Intendants" diventano permanenti. 
Da ispettori diventeranno amministratori. 
Durante la Fronda, nel 1648, i parlamentari parigini della chambre Saint-Louis chiedono ed ottengono la soppressione degli "Intendants". 
Il cardinale Mazzarino e la reggente Anna d'Austria cedono (salvo nelle provincie allora di frontiera fortemente minacciate dagli Spagnoli e dagli Imperiali). 
Dopo la fine della Fronda gli "intendants" sono reinsediati dappertutto. 
Dopo il 1680, gli "Intendants" hanno una sede fissa, una Généralité. 
Il loro titolo diventa allora « intendant de justice, police et finances, commissaire départi dans les généralités du royaume pour l'exécution des ordres du roi » (intendenti di giustizia, polizia e finanza, commissari distribuiti nelle generalità del regno per l'esecuzione degli ordini del Re).
Nei secoli XVII e XVIII gli "intendants" provengono dalla nobiltà di toga o dall'alta-borghesia. 
Generalmente essi sono maître des requêtes al Conseil du roi de France (Consiglio delle parti) presso la corte reale. 
Essi sono scelti dal Contrôleur général des finances, che chiede il parere al Secrétaire d'État de la Guerre per coloro che saranno inviati nelle province di frontiera. 
Sono generalmente giovani (Charles Alexandre de Calonne è nominato "Intendant" a 32 anni, Anne Robert Jacques Turgot e Bertier de Sauvigny a 34 anni, Louis-Urbain-Aubert de Tourny a 40 anni).

## Le funzioni degli intendants
Nominati e revocati dal re, gli "intendants" nella loro généralité dispongono soltanto di un piccolo gruppo di segretari e collaboratori. 
Nel XVIII secolo la Généralité viene divisa in sub-delegazioni a capo delle quali si trova un "subdelegato" scelto dall'Intendant, lui stesso non disponendo che di qualche collaboratore. 
È dunque con pochissime persone che l'Intendant deve portare a termine il suo incarico che riguarda una moltitudine di possedimenti reali ("domaines").
Come Intendant de justice, controlla il buon funzionamento dei Tribunali (salvo i "Parlement" provinciali con i quali si trova sovente in conflitto). 
Egli deve assicurarsi che gli uffici giudiziari non siano né troppo lenti, né negligenti, né compiacenti in particolare con i gentiluomini o signorotti locali, né troppo avidi di ricompense. 
L'Intendente dispone del diritto di avocazione che gli permette di trasferire un caso a un altro tribunale se crede che la giustizia sarà esercitata meglio. 
L'Intendente può anche esercitare personalmente la giustizia, con l'aiuto di giudici del Re. 
Si comprende come gli ufficiali di giustizia della Corte che sconfinano sulle loro competenze, che si arrogano poteri e ricavi, siano feroci avversari degli Intendenti e che reclamino costantemente la loro abolizione o almeno la riduzione dei loro poteri.
Come Intendant de police, sono incaricati del mantenimento dell'ordine pubblico, comandano la Maréchaussée e monitora l'opinione pubblica. 
È responsabile per i rifornimenti e lo stazionamento delle truppe. Fornisce forniture militari. Sorveglia la Milizia provinciale. 
È anche coinvolto in questioni religiose e controlla i Protestanti. 
In molte province gli "Intendant" sono fedeli esecutori della politica anti-protestante di Luigi XIV. 
Si aggiunge inoltre la supervisione delle scuole di ogni ordine.
Come Intendant des finances, l'Intendant ripartisce le imposte dirette reali (almeno nei Pays d'élection). 
Controlla i diritti demaniali del Re (Centième denier, petit scel, franc-fief...). 
Procede all'incremento dei Livre terrier dei domini del Re. Esercita la vigilanza finanziaria delle Comunità di abitanti e altre comunità (religiose, scolastiche...). Controlla gli ufficiali finanziari (esattori delle tasse...).
I compiti dell'"Intendente" non hanno limitazioni. 
Riveste anche un ruolo economico. Cerca di migliorare l'agricoltura introducendo delle nuove piante e favorendo gli allevamenti (Turgot in Limousin). 
Crea e controlla le produzioni, le manifatture reali. 
Egli è responsabile per la polvere nera da sparo e del salnitro. 
È responsabile per la manutenzione e la creazione della rete stradale. 
Si occupa dei corrieri e del servizio delle Poste. 
Abbellisce le città (Tourny a Bordeaux). 
Riceve le contestazioni sui diritti della Traites...
L'"Intendente" rivestiva inoltre un ruolo sociale. 
Ha aperto negozi di beneficenza per impiegare i disoccupati, crea depositi e case per gli accattoni. 
Assicura il sostentamento della popolazione in tempi di crisi acquistando e rivendendo i cereali.

## Gli avversari degli Intendant
Simboli del centralismo monarchico, commissari nominati e revocabili che sorvegliavano gli alti ufficiali proprietari delle loro funzioni, che avevano comprato, l'"Intendant" ha numerosi nemici. 
I nostalgici di una amministrazione dove la nascita, per dire la nobiltà, primeggiava sulla competenza, l'avversano violentemente come fa il duca Louis de Rouvroy de Saint-Simon. 
I sostenitori di una monarchia non assoluta, come François de Salignac de La Mothe-Fénelon, desiderano la soppressione dell'incarico. 
Jacques Necker, l'unico "ministro delle Finanze" dal 1720 che non era stato prima "Intendente", li accusa di incompetenza a causa della loro giovane età e di arrivismo. 
I Cahiers de doléances del 1789, non vedono in loro che gli esecutori zelanti di una politica fiscale che opprime pesantemente le classi popolari.

## Alcuni "intendant" rimarchevoli
- François Barbé-Marbois a Saint-Domingue poi primo presidente della Cour des comptes
- Michel Bégon a Rochefort e La Rochelle, che ha dato il suo nome alla begonia, e suo figlio Michel Bégon de La Picardière, Intendant della Nuova Francia.
- Bertrand de Molleville, intendant di Bretagna, più tardi ministre de la Marine et des Colonies.
- Paul Esprit Marie de la Bourdonnaye (Blossac) a Poitiers
- Charles Alexandre de Calonne a Metz poi a Lilla, futuro Contrôleur général des finances.
- Dupré de Saint-Maur a Bordeaux.
- Antoine-Martin Chaumont de La Galaizière a Soissons poi in Lorena dove sarà cancelliere del re Stanislao Leszczyński.
- Jean Baptiste Antoine Auget de Montyon a Poitiers, in Alvernia, in Provenza; economista.
- Louis-Urbain-Aubert de Tourny a Limoges poi a Bordeaux.
- Anne Robert Jacques Turgot a Limoges, futuro Contrôleur général des finances.
- Jean Talon in Nuova Francia.
- François-Jean Orceau de Fontette nella Généralité di Caen.
- Gaspard-Louis Rouillé d'Orfeuil a La Rochelle e a Châlons-en-Champagne